# Папке, Ульрих
У́льрих Па́пке (нем. Ulrich Papke; род. 4 марта 1962, Нойруппин) — немецкий гребец-каноист, выступал за сборные ГДР и Германии в начале 1980-х — середине 1990-х годов. Олимпийский чемпион, трижды чемпион мира, многократный победитель и призёр первенств национального значения.

## Биография
Ульрих Папке родился 4 марта 1962 года в городе Нойруппине в семье известного актёра театра и кино Хорста Папке. Активно заниматься греблей начал в раннем детстве, проходил подготовку в детско-юношеской спортивной школе имени Фридриха Людвига Яна, позже состоял в потсдамском каноэ-клубе «Форвертс» и затем в спортклубе «Магдебург».
Первого серьёзного успеха на взрослом международном уровне добился в 1981 году, когда попал в основной состав национальной сборной Восточной Германии и побывал на чемпионате мира в английском Ноттингеме, откуда привёз награду золотого достоинства, выигранную в гонке одиночных каноэ на дистанции 1000 метров. Два года спустя на мировом первенстве в финском Тампере взял серебро на дистанции 500 метров, уступив лидерство румыну Костикэ Олару. Рассматривался как кандидат на участие в летних Олимпийских играх в Лос-Анджелесе, однако страны социалистического лагеря по политическим причинам бойкотировали эти соревнования, и вместо этого он принял участие в альтернативном турнире «Дружба-84», где тоже стал чемпионом.
Начиная с 1985 года Папке объединился с перспективным каноистом Инго Шпелли и сконцентрировался на парных дисциплинах, в частности на чемпионате мира в бельгийском Мехелене выиграл бронзовую медаль на пятистах метрах, пропустив вперёд лишь команды из Венгрии и Польши. Через год на мировом первенстве в Монреале повторил это достижение, на сей раз их обошли венгры и представители СССР. На домашнем чемпионате мира 1987 года Дуйсбурге получил бронзовую награду в программе двухместных каноэ на тысяче метров.
В 1990 году на чемпионате мира в польской Познани Папке выиграл медали сразу в двух парных дисциплинах: стал чемпионом в гонке на тысячу метров и серебряным призёром в программе пятьсот метров. В следующем сезоне, уже представляя команду объединённой Германии, выступил на первенстве мира в Париже — защитил чемпионское звание в двойках на километровой дистанции и добавил в послужной список серебро в четвёрках на километре (в финальном заезде их опередила советская команда). Будучи одним из лидеров сборной, успешно прошёл квалификацию на Олимпийские игры 1992 года в Барселоне, где совместно со Шпелли завоевал золотую олимпийскую медаль на тысяче метрах и взял серебро в пятисотметровой дисциплине, уступив лидерство представителям объединённой команды СНГ Дмитрию Довгалёнку и Александру Масейкову.
Став олимпийским чемпионом, Папке ещё в течение нескольких лет оставался в основном составе национальной сборной Германии и продолжал принимать участие в крупнейших международных регатах. Так, в 1993 году он выступил на чемпионате мира в Копенгагене, где вместе с тем же Шпелли выиграл бронзовую медаль в двойках в гонке на 500 метров — в финале их обошли двухместные экипажи Венгрии и Дании. А в 1995 году на первенстве планеты в Дуйсбурге взял бронзу в зачёте четырёхместных каноэ-экипажей на дистанции 1000 метров. Вскоре после этих соревнований принял решение завершить карьеру профессионального спортсмена, уступив место в сборной молодым немецким гребцам, таким как Патрик Шульце, Кристиан Гилле и Йенс Лубрих. Награждён серебряным орденом «За заслуги перед Отечеством» (1988), в 1992 году за победу на Олимпийских играх получил журналистскую премию «Бэмби».